# 花顶蜂鸟
，是雨燕目蜂鸟科的一种鸟类。
花顶蜂鸟体重约3.9克，翼长约48.7毫米，嘴峰长约17.1毫米，喙宽度约1.1毫米，喙厚度约1.1毫米，跗蹠长约4.3毫米，尾长约28.5毫米。花顶蜂鸟在其分布区内为留鸟，其栖息在密集的高大树木组成的森林中，食性为草食性，主要食物来源是植物的花蜜。
花顶蜂鸟分布于哥伦比亚东北部圣玛尔塔内华达山脉。该物种是单型物种，没有亚种分化。